# Église Saint-Aubin de Pouancé
L'église Saint-Aubin de Pouancé est une église située à Pouancé, en France.

## Localisation
L'église est située dans le département français de Maine-et-Loire, sur la commune de Pouancé.

## Historique
L'église est construite au Moyen Âge, sur une ancienne nécropole mérovingienne. Malgré le développement de Pouancé avec son château et l'église de la Madeleine, l'église de Saint-Aubin reste le siège de la paroisse jusqu'en 1770. La porte principale est refaite en 1828.

## Description
Des fragments de sarcophages mérovingiens en calcaire coquillier ont été trouvés sur le contrefort nord-ouest. Le plan de l'église est à vaisseau unique, recouvert par une voûte en berceau avec entraits et poinçons apparents.

## Mobilier
L'église est dotée d'une cloche en bronze, fondue en 1780, par Michel Guillaume. La cloche a été offerte par la famille Lancrau de Piard-Dangé et bénie par Jean-François-André Bertrand, devenu curé de Saint-Aubin en 1779.
L'église possède un Monument aux morts peint par Emmanuel Calmel, érigé vers 1923-1924. Il se trouve dans une chapelle spécialement dédiée aux morts de la guerre et à sainte Thérèse de Lisieux, ornée de putti peints en fresque. L'ensemble est en mauvais état.